# Sante Ceccherini

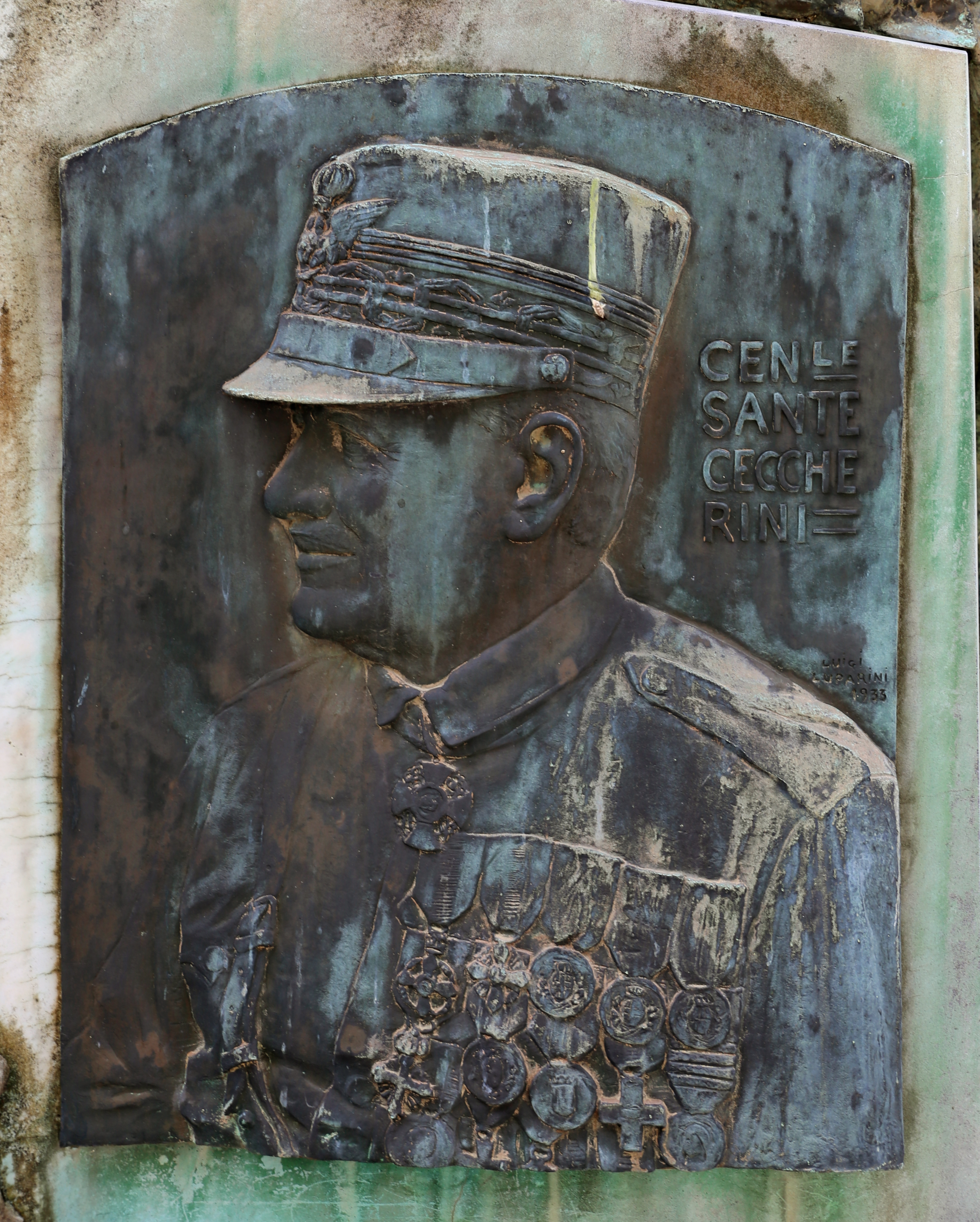
Sante Ceccherini, Grabrelief auf dem Friedhof Porte Sante in Florenz

Sante Lorenzo Minotti Ceccherini  (* 15. November 1863 in Incisa in Val d’Arno; † 9. August 1932 in Marina di Pisa) war ein italienischer General, faschistischer Politiker und Fechter.

## Werdegang
Sante Ceccherini besuchte ab 1878 das Militärinternat in Florenz. 1882 wurde als Offiziersanwärter an der Militärschule in Modena aufgenommen, die er 1884 als Sottonente der Infanterie abschloss. Seine militärische Karriere war auch durch seine Erfolge als Fechter gekennzeichnet, so war er italienischer Militärmeister. Zwischen 1889 und 1890 diente er in der Kolonie Eritrea bei den Bersaglieri. 1897 wurde er zum Hauptmann befördert.
Nach seiner Teilnahme an den Olympischen Spielen 1908 befehligte er 1911, mittlerweile im Rang eines Majors, ein Bataillon des 11. Bersaglieri-Regiments im Italienisch-Türkischen Krieg in Libyen. Bei den Kämpfen im Sommer 1912 konnte er sich mit einer Tapferkeitsmedaille in Silber und einer in Bronze mehrmals auszeichnen.
Anfang 1915 wurde er zum Oberstleutnant befördert und nach dem italienischen Kriegseintritt in den Ersten Weltkrieg im Mai 1915, wurde er im Rahmen der Ersten und Zweiten Isonzoschlacht am Monte San Michele im Juli 1915 mit einer zweiten Tapferkeitsmedaille ausgezeichnet. Nach seiner Beförderung zum Oberst im September 1915 wurde ihm das Kommando über das 12. Bersaglieri-Regiment anvertraut, das er in den weiteren Isonzoschlachten im Karst führte. Im November 1916 wurde ihm eine dritte Tapferkeitsmedaille in Silber verliehen. Im April 1917 übernahm er die III.Bersaglieri-Brigade. Nach dem italienischen Rückzug an den Piave infolge der Zwölften Isonzoschlacht wurde er nach der erfolgreichen Abwehr der Ersten Piaveschlacht mit dem Ritterkreuz des Militärordens von Savoyen ausgezeichnet und im April 1918 zum Maggior Generale befördert. Das Kommando über die Brigade gab er bis zum Kriegsende nicht mehr ab.
Ceccherini erhielt im Februar 1919 das Offizierskreuz des Militärordens von Savoyen und wurde im März aus dem aktiven Dienst entlassen. Da ihm aus Altersgründen kein weiteres Kommando anvertraut wurde, nahm er im Oktober 1919 das Angebot von Gabriele D’Annunzio nach Fiume zu gehen an. Als ranghöchster Offizier, der sich dem Fiume-Abenteuer D’Annunzios angeschlossen hatte, ernannte ihn D’Annunzio zum Kommandeur der 1. Fiume-Division. In Fiume vermittelte er vor allem zwischen den Freischaren D’Annunzios und den von Pietro Badoglio befehligten regulären Truppen des italienischen Heeres. Es gelang ihm im Großen und Ganzen die beiden Fraktionen auseinanderzuhalten. Dank seines persönlichen Einsatzes zogen etwa 300 Freischärler im Mai 1920 weitgehend friedlich aus Fiume ab. In der Folge distanzierte er sich immer mehr von D’Annunzio und verließ Fiume im November 1920, nachdem er einen Kompromiss in der Fiume-Frage für immer unwahrscheinlicher hielt und er eine direkte Konfrontation zwischen dem Königlichen Heer und den Legionären D’Annunzios befürchtete.
1922 wurde er in den Reservestand versetzt, was einem vorzeitigen Ruhestand gleichkam. Ceccherini widmete sich nun der Politik und sympathisierte offen mit dem Faschismus. Im Oktober 1922 nahm er mit Mussolini, De Bono, Fara, Balbo, De Vecchi und Igliori am Treffen der faschistischen Führungsspitze in Mailand bei, bei dem der Marsch auf Rom beschlossen wurde. An Letzterem nahm er an der Spitze toskanischer Faschisten teil. 1923 wurde er zum Generale di Divisione befördert. Die Rückkehr in den aktiven Dienst blieb ihm allerdings verwehrt. Stattdessen wurde er in den Reihen der Faschistischen Partei in das Parlament der Provinz Florenz gewählt. Im Juli 1924 wurde er zum Oberbefehlshaber der faschistischen Miliz im Territorialkommando VIII mit Hauptquartier in Florenz ernannt und 1927 wurde er zum Generalinspekteur der Miliz befördert. Seine letzten Lebensjahre waren von gesundheitlichen Problemen geprägt, da er seit 1928 halbseitig gelähmt war. Sante Ceccherini verstarb 1932 in Marina di Pisa.

## Sportliche Erfolge

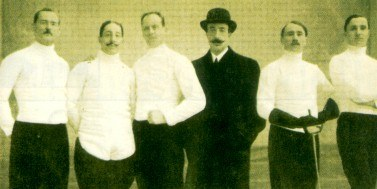
Ceccherini (Zweiter von links) mit der Säbel-Olympiamannschaft 1908

Sante Ceccherini nahm an den Olympischen Spielen 1908 in London teil, bei denen er im Mannschaftswettbewerb mit dem Säbel den zweiten Platz belegte. Gemeinsam mit Marcello Bertinetti, Riccardo Nowak, Abelardo Olivier und Alessandro Pirzio Biroli erhielt er so die Silbermedaille. In den Einzelwettbewerben schied er mit dem Säbel in der Halbfinalrunde aus, während er mit dem Degen nicht über die erste Runde hinauskam. 